# Borsos Miklós (labdarúgó)
Borsos Miklós (1934. augusztus 6. – 1990. március 8.) labdarúgó, csatár.

## Pályafutása
1954 és 1958 között volt a Ferencváros játékosa, ahol három bajnoki bronzérmet és egy magyar kupa győzelmet szerzett a csapattal. A Fradiban 105 mérkőzésen szerepelt (42 bajnoki, 54 nemzetközi, 9 hazai díjmérkőzés) és 58 gólt szerzett (18 bajnoki, 40 egyéb). Ezt követően a Vasasban és a Győrben szerepelt. Egy szemébe csapódó labda miatt műteni kellett és hosszabb időt kihagyott. Az Egyetértésben tért vissza. Edzőként dolgozott az Egyetértésben, a KÉV Metrónál és a Láng SK-ban.

## Sikerei, díjai
- Magyar bajnokság
  - 3.: 1954, 1955, 1957–58
- Magyar kupa
  - győztes: 1958